# Équipe cycliste Girardengo
L'équipe cycliste Girardengo est une équipe cycliste professionnelle italo-belge. Présente dans le peloton entre 1950 et 1957, elle est sponsorisée par les cycles Girardengo et dirigée par le champion italien Costante Girardengo.
Les cycles Girardengo ont sponsorisé d'autres équipes et d'autres coureurs entre 1933 et 1984.